# اريك هيرمان
اريك هيرمان (بالإنجليزية: Eric Herman)‏ هو مغن مؤلف أمريكي، ولد في 14 يونيو 1969 في بوفالو في الولايات المتحدة.

## وصلات خارجية
- الموقع الرسمي